# 心の傷を癒すということ (テレビドラマ)
『心の傷を癒すということ』（こころのきずをいやすということ）は、NHK総合の「土曜ドラマ」にて2020年1月18日から2月8日まで放送された日本のテレビドラマ。全4話。阪神・淡路大震災から25年を機にNHK大阪放送局により制作され、自ら被災しながらも被災者の心のケアに努めた精神科医・安克昌をモデルに、妻や被災者との「心の絆」を描くヒューマンドラマ。自らも西宮市で被災した桑原亮子の取材に基づくオリジナルフィクション作品で、安著の同名書籍とは内容が異なる。主演は柄本佑、妻役を尾野真千子が演じる。ギャラクシー賞2020年2月度月間賞・第57回奨励賞受賞作。第46回放送文化基金賞番組部門テレビドラマ番組最優秀賞受賞作。
NHK BS4Kにて第1話が同時放送、第2話から最終話が1月22日から2月5日まで水曜日の19時50分から20時39分に先行放送された。

## あらすじ
はにかみ屋の若き精神科医・安和隆は、プロ級のジャズピアノの腕前を持ちレコードと読書をこよなく愛しつつ、自らの居場所を探し続ける青年期を過ごしていた。やがて在日としての悩みを共有する明るい妻・終子と出会ったことで、心穏やかな日々を送るようになる。
第1子が誕生してまもなく阪神・淡路大震災が発生し、精神科医としてできることを模索する和隆は、被災者に寄り添って話に耳を傾けることで、精神科医ができることは被災者の治療よりも治癒力を回復させる手助けであると覚る。
精神科医として目の当たりにした被災地の様子を記した著書が賞を受賞した矢先、39歳となった和隆にがんが見つかる。

## 登場人物
安和隆
演 - 柄本佑
主人公。精神科医。神戸大学医学部附属病院精神科勤務。
安終子
演 - 尾野真千子
ヒロイン。和隆の妻。
安哲圭
演 - 石橋凌
和隆の父。辣腕事業家。大阪在住の在日韓国人一世。
朴美里
演 - キムラ緑子
和隆の母。在日韓国人二世。
安智明
演 - 森山直太朗
和隆の兄。東京大学を卒業し渡米、原子力研究開発の第一人者となる。
安壮介
演 - 上川周作
和隆の弟。父・哲圭の事業を引き継ぐ。
湯浅浩二
演 - 濱田岳
和隆の親友。ともに精神科医の道に進む。和隆とジャズバンドを組み、サックスを担当する。
谷村英人
演 - 趙珉和
日報新聞社文化部の新聞記者。和隆に連載執筆を依頼する。
ママ
演 - 濱田マリ
ジャズ喫茶「スクルド」のママ。
結城理恵
演 - 谷村美月
和隆の患者。震災で精神的に不安定となり、避難所で和隆と出会う。
校長先生
演 - 内場勝則
避難所となった朝日小学校の校長。
梓
演 - 紺野まひる
仮設住宅の入居者。幼子と2人で暮らす。
片岡心愛
演 - 清水くるみ
和隆の患者。急性アルコール中毒で搬送され、多重人格と診断される。
北林史也
演 - 浅香航大
和隆の後輩医師。和隆の元で研修医として学び、和隆を慕う。
新島聡子
演 - 平岩紙
和隆の同僚看護師。震災で病院が倒壊、避難所での看護活動を通じて和隆と知り合う。
永野良夫
演 - 近藤正臣
和隆の恩師。日本の精神医学の権威で、和隆が精神科医を志すきっかけになる。

## スタッフ
- 原案 - 安克昌『心の傷を癒すということ 神戸…365日』
- 脚本 - 桑原亮子[3]
- 音楽 - 世武裕子
- VFX - キルアフィルム（北昌規、空閑卓海）
- 制作統括 - 城谷厚司
- プロデューサー - 京田光広、堀之内礼二郎、橋本果奈、齋藤明日香
- 演出 - 安達もじり、松岡一史、中泉慧
- 制作・著作 - NHK大阪放送局

## 製作
プロデューサーの京田光広は神戸市出身で、阪神・淡路大震災にて実家が半壊しており、東京で勤務していた京田は使命感に駆られて神戸へと戻り現地取材班の一員として寝る間も惜しんで取材に従事するが、その中で「取材活動は被災者の助けとなっているのか、家族が被災し、故郷が悲しみに暮れる中で取材を続ける意味はあるのか」と疑問を抱き、後に大阪へ異動となってからも被災地取材や震災番組から目を背けてきたが、安著の書籍と出会いを契機に、故郷を覆った悲しみと再び向き合う決意を固め、当初はドキュメンタリー番組の制作を検討していたが、最終的にはドラマでなければ描き切れないと判断し、およそ10年かけて制作へと至った。
脚本を手掛けた桑原は本作が初の連続ドラマとなり、中学2年生の時に兵庫県西宮市で被災した桑原は、地震体験装置に入って当時の記憶を呼び起こして震災体験と向き合い、安の遺族へ取材を重ねて脚本を執筆した。
主演の柄本も、前もって遺族と会話し、本作の撮影に臨んだ他、撮影開始の2か月以上前からジャズピアノの練習を続け、劇中では演奏シーンを披露している。

## 放送日程
| 放送回 | 放送日  | 放送日  | サブタイトル   | 演出       |
| 放送回 | 総合    | BS4K    | サブタイトル   | 演出       |
| ------ | ------- | ------- | -------------- | ---------- |
| 第1話  | 1月18日 | 1月18日 | 神戸、青春の街 | 安達もじり |
| 第2話  | 1月25日 | 1月22日 | 僕たちの仕事   | 松岡一史   |
| 第3話  | 2月01日 | 1月29日 | 見えない命綱   | 中泉慧     |
| 最終話 | 2月08日 | 2月05日 | 残された光     | 安達もじり |

## スペシャル版
『スペシャル版 心の傷を癒すということ』のタイトルで、全4話を110分に再編集したスペシャル版がNHK総合（関西地方）にて2020年3月1日の16時5分から17時55分に放送された。

## 作品の評価
「ひとつひとつのシーンが感情の密度が濃く」、主演の柄本佑のセリフ回しひとつからも「いかに緻密にドラマ化されたかが伺え」、主人公の安和隆が被災者へ接する態度と同様に「優しく丁寧に寄り添い続けるような」作品との評価を受けて、2020年2月度ギャラクシー賞月間賞を受賞した。
原作の良さに加え、「心の傷を癒すということ」の本質を示した「弱いっていうのは大事なことだよ。他人の弱さがわかるからね」「医者の仕事というのは、そばに寄り添うことでしかない」といった名台詞や「誰かのために穏やかに、しかし忍耐強く一緒にいることの大切さ」を伝える柄本佑の秀逸な演技などにより、「心に傷を抱えて生きる人の多い現代を支えてくれる感動の作品」との評価を受けて第46回放送文化基金賞番組部門にてテレビドラマ番組最優秀賞を受賞した。また、「人の心に寄り添う大切さを噛みしめたストイックな演技が圧巻」と評を受けた柄本佑が、同部門にて演技賞を受賞している。

### 受賞歴
- ギャラクシー賞 2020年2月度 月間賞[14][15]
- 第57回（2019年度） テレビ部門 奨励賞
- 第46回放送文化基金賞 番組部門 テレビドラマ番組 
  - 最優秀賞（第1話「神戸、青春の街」、第2話「僕たちの仕事」）[6][7][8]
  - 演技賞（柄本佑）[8][13]

## 映画
『心の傷を癒すということ 劇場版』（こころのきずをいやすということ げきじょうばん）のタイトルでテレビドラマ全4話を再編集し、2021年1月29日に公開。

### キャスト（映画）
- 安和隆：柄本佑
- 安終子：尾野真千子
- 湯浅浩二：濱田岳
- 安智明：森山直太朗
- 北林史也：浅香航大
- 片岡心愛：清水くるみ
- 安壮介：上川周作
- ママ：濱田マリ
- 結城理恵：谷村美月
- 谷村英人：趙珉和
- 校長先生：内場勝則
- 新島聡子：平岩紙
- 朴美里：キムラ緑子
- 安哲圭：石橋凌
- 永野良夫：近藤正臣

### スタッフ（映画）
- 原案：安克昌『心の傷を癒すということ 神戸…365日』（作品社刊）
- 監督：安達もじり
- 脚本：桑原亮子
- 音楽：世武裕子
- 主題歌：森山直太朗「カク云ウボクモ」（UNIVERSAL MUSIC）[18]
- 配給：ギャガ
- 配給協力：大手広告
- 製作：映画「心の傷を癒すということ」製作委員会

## 関連番組
- こころの時代〜宗教・人生〜「心のケアから品格ある社会へ」（2020年3月1日 5:00 - 6:00、NHK Eテレ）[19][20]

## 関連商品
DVD
- 心の傷を癒すということ（2020年9月1日発売、ハピネット、HPBR-617）

サウンドトラック
- 世武裕子『NHK土曜ドラマ「心の傷を癒すということ」オリジナル・サウンドトラック』（2020年2月7日配信、ポニーキャニオン）

シナリオ
- 『月刊ドラマ』2020年11月号（映人社） - 第1話・第2話シナリオを収録。